# 鶴間エリ
鶴間 エリ（つるま エリ、1952年〈昭和27年〉10月8日 - ）は、日本の女優。身長156cm、体重50kg。東京都出身。旧名は鶴間 えり。夫は俳優の岡本富士太。

## 人物・略歴
元スクールメイツのメンバー。
18歳で渡辺プロに所属する。
豊かなバストと底抜けの明るさが魅力となっている。
1972年4月から、NTV「おはよう!こどもショー」に19歳で司会として出演する。愛称は「エリちゃん」で、1973年10月まで出演していた。
岡本富士太とは「Gメン'75」での共演がきっかけで交際が始まり、1981年（昭和56年）に岡本と結婚した。
2007年1月21日放送「土曜スペシャル『絶景！雪見の秘湯…ほっこり癒やしの宿』」で、岡本富士太と夫婦で青森県の青荷温泉を訪ねた。

## 出演

### テレビドラマ
- 女・おとこ（1971年、NET）
- 焼きたてのホカホカ（1971年、NTV）
- 時間ですよ2（1971年、TBS）
- 中学生日記（NHK教育）
- にんじんの詩
- みんなで7人
- 行け! ゴッドマン　「ゴッドマン対ステゴジラス・アクモン」（1973年、NTV）
- とび出せ!真理ちゃん（1973年、TBS / 渡辺プロダクション）
- 東芝日曜劇場 （TBS）
  - 第888回「聖夜」（1973年、HBC）
  - 第924回「風前の灯」（1974年）
  - 第1023回「静かに……幕」（1976年、CBC）
  - 第1072回「白い闇」（1977年）
- 特捜記者 犯罪を追え! 第5話「赤いバラを胸に」（1974年、KTV）
- ブチャバカ大爆笑!!
- 風前の灯
- 土曜ドラマ 松本清張シリーズ「遠い接近」（1975年、NHK） - 女
- おそば屋ケンちゃん（1975年、TBS / 国際放映）
- 夜明けの刑事（TBS / 大映テレビ）
  - 第20話「ウソからでたマコト」（1975年）
  - 第37話「魔がさした若い二人」（1975年）
  - 第55話「七年目に襲われた娘!!」（1976年）　- バーの踊り子
  - 第81話「横須賀ストーリー殺人事件」（1976年） - リカ
  - 第92話「結婚サギ師の華麗な失敗!」（1976年）　- 中西めぐみ
  - 第102話「モシモシ、私が犯人です!」（1977年）　- 源氏名：さなえ役
- どてかぼちゃ　第8話「酔ってくだまく親心」（1975年、NET） − 悦子
- ライオン奥様劇場「娘の結婚」（1976年、CX）
- 青春の門
- 静かに……幕
- 遠山の金さん　第53回「一両だけの青春」（1976年、NET） - ジャキ（おさき）
- 前略おふくろ様（日本テレビ）　第16回 - 君子（1977年）
- 娘の結婚（1976年）
- Gメン'75 （TBS / 東映）
  - 第54話「密航船」（1976年） - なおみ
  - 第91話 「逃亡者」 （1977年） - 佐々木としえ
  - 第103話「また逢う日まで響圭子刑事」（1977年） - 藤波リサ
  - 第119話「アルコール漬けの小指」（1977年） - 水上りえ（しんじの姉）
  - 第161話「嘘つき警官」（1978年） - 山田由美
- 赤い絆 第5話「判決下る! 愛と憎しみの中で」（1977年 - 1978年、TBS / 大映テレビ）
- 人間の証明 （1978年、MBS）
- 桃太郎侍 第107話「天狗が泣いた兄弟仁義」（1978年、NTV）
- 銀河テレビ小説 「わかれ道」（1978年、NHK） - 市村令子
- 少年ドラマシリーズ 「ポンコツロボット太平記」（1978年、NHK）
- 特捜最前線 （ANB / 東映）
  - 第82話「望郷殺人カルテット!」（1978年）
  - 第298話「カナリアを飼う悪徳刑事!」（1983年）
- 大江戸捜査網  （12ch / 三船プロ）
  - 第358話「嘘八百に賭けた夢」（1978年） - お花
  - 第393話「宿無し少年と女掏摸」（1979年） - およう
- 長七郎天下ご免!（1980年 - 1982年、ANB） - お京（準レギュラー）
- 噂の刑事トミーとマツ （TBS / 大映テレビ）
  - 第1シリーズ 第2話「トミーの初恋・夢見街」（1979年） - BARホステス
  - 第1シリーズ 第14話「愛の酔拳 オソ松失恋の恐怖」（1980年） - 朱美
- 江戸の激斗 第21話「日蔭の花を救え」（1979年、CX） - おらん
- 熱中時代・刑事編 第13話「新婚旅行で大手柄」（1979年、NTV） - 芸者・秀竜
- 新・江戸の旋風 第3話「悪女伝の女たち」（1980年、CX） - お蘭
- ミラクルガール 第2話「パンダ爆撃3億円の照準」（1980年、12ch / 東映）
- お初天神 （1980年、YTV）
- エラリー・クイーンの猫屋敷殺人事件 （1980年、ANB）
- 秘密のデカちゃん 第10話「キャッ! 秘密の写真で留置所だァ」（1981年、TBS / 大映テレビ） - ケイコ
- 大岡越前 第6部 第11話「江戸っ子駕籠」（1982年5月17日、TBS） - およし
- 私鉄沿線97分署（1983年、ANB）第61話「ブルはマタニティの神様です!」
- 人妻捜査官 第12話「疑惑!?喪服の女が待つ診察室」（1984年、ABC）
- 水戸黄門 第15部 第5話「闇を斬る! 怪傑白頭巾-宇和島-」（1985年、TBS） - お秀
- 夏樹静子サスペンス 「ベビーホテル」（1986年、KTV）
- ザ・ドラマチックナイト「目には目を」（1988年、CX）
- お見合いフルコース （1988年、TBS）
- 仮面ライダーBLACK RX （1988年、TBS） - 唄子
- 火曜スーパーワイド 「西村京太郎トラベルミステリー L特急あさま信濃路殺人事件」（1989年、ANB）
- 青春オーロラ・スピン スワンの涙 （1989年、CX）
- 月曜・女のサスペンス 「上山温泉殺人行」（1991年、TX）
- 忍者戦隊カクレンジャー 第13話「ブッとばせ不幸」（1994年、ANB） - 浩の母親
- 桜咲くまで （2004年、MBS） - 秋代

### 映画
- どたんば（1957年) - 子役  野田トシ 役 鶴間エリで配役紹介
- 警視庁物語 七人の追跡者（1958年) - 子役
- 青葉繁れる （1974年） - ハツ子 役
- ザ・ドリフターズのカモだ!!御用だ!! （1975） - 洋子 役
- トラック野郎・天下御免(1976年） - 大塚いく子 役
- 青春の構図 （1976年） - 白鳥由紀 役
- 美女放浪記 （1977年） - タマ子 役
- 難病『再生不良性貧血症』と闘う　君はいま光のなかに （1978年） - 坂下二美子 役
- 野性の証明 （1978年、角川春樹事務所） - 八戸のバーのホステス 役
- 折り梅 （2001年、エッセンコミュニケーションズ）

### バラエティ
- シャボン玉ホリデー
- シャボン玉サタデー
- おはよう!こどもショー（NTV）エリちゃん、1972年4月 - 1973年10月まで司会として出演。
- とび出せ!真理ちゃん
- はばたけ!真理ちゃん
- 一枚の写真
- 土曜スペシャル
- 見ごろ食べごろ笑いごろ バックアップ軍団長 ミス・ベンジャミンとして出演。

### 舞台
- 東宝イソップ噺
- キャリアガール
- 花粉熱
- ナポリは歌う
- 長七郎天下御免!

## 音楽

### シングル
| 発売日         | 規格           | 規格品番       | 面             | タイトル               | 作詞           | 作曲           | 編曲           |
| 日本コロムビア | 日本コロムビア | 日本コロムビア | 日本コロムビア | 日本コロムビア         | 日本コロムビア | 日本コロムビア | 日本コロムビア |
| -------------- | -------------- | -------------- | -------------- | ---------------------- | -------------- | -------------- | -------------- |
| 1968年6月10日  | EP             | SCS-55         | A              | アニマル1のうた        | 武井君子       | 玉木宏樹       | 玉木宏樹       |
| 1968年6月10日  | EP             | SCS-55         | B              | ナナ子のうた           | 武井君子       | 玉木宏樹       | 玉木宏樹       |
| CBS・ソニー    |                |                |                |                        |                |                |                |
| 1970年12月     | EP             | SONA-86157     | A              | ふられたっていいさ     | 阿久悠         | 鈴木邦彦       | 鈴木邦彦       |
| 1970年12月     | EP             | SONA-86157     | B              | 青いリンゴ 青いキス    | 阿久悠         | 鈴木邦彦       | 鈴木邦彦       |
| 1971年6月      | EP             | SONA-86186     | A              | やってくれたぜお嬢さん | 阿久悠         | 鈴木邦彦       | 高見弘         |
| 1971年6月      | EP             | SONA-86186     | B              | 土曜の夜から日曜日     | 阿久悠         | 鈴木邦彦       | 高見弘         |
| 1972年         | EP             | EPDG-81004     | A              | 素敵な出来事           | 片桐和子       | 都倉俊一       | 都倉俊一       |
| 1972年         | EP             | EPDG-81004     | B              | 五月になれば           | 片桐和子       | 都倉俊一       | 都倉俊一       |

### アルバム

#### オムニバス・アルバム
- ひみつのアッコちゃん　夏休みうたのアルバム（1969年7月1日、朝日ソノラマ、P-42）-　「アッコちゃん夏休み数え唄」収録。
- アクトレス・ミラクルバイブル　鶴間エリ・朝加真由美・熊谷美由紀・白坂紀子・中島はるみ（2015年1月14日、DYCL-556、Blu-spec CD2）-　CBS・ソニーで発表した上記3枚のシングル両面6曲を収録。